# Le Roi de rien
Albums de Michel Delpech
Les Voix du Brésil
(1991) Cadeau de Noël
(1999)

Le Roi de rien est le neuvième album studio de Michel Delpech, sorti chez Trema en 1997.

## Liste des titres
| No  | Titre                             | Durée |
| --- | --------------------------------- | ----- |
| 1.  | Le Roi de rien                    |       |
| 2.  | Mon ami est ridicule              |       |
| 3.  | Cartier-Bresson                   |       |
| 4.  | Tu l'aimes                        |       |
| 5.  | C'est à Paris                     |       |
| 6.  | Les Salauds                       |       |
| 7.  | Être un saint                     |       |
| 8.  | On pourra plus siffler les filles |       |
| 9.  | Sans remords ni regret            |       |
| 10. | Une chanson légère                |       |
| 11. | Ballade pour une vieille indienne |       |